# گرندویو استیتز (کلرادو)
گرندویو استیتز (به انگلیسی: Grand View Estates) یک منطقهٔ مسکونی در ایالات متحده آمریکا است که در شهرستان داگلاس، کلرادو واقع شده‌است. گرندویو استیتز ۲٫۲ کیلومتر مربع مساحت و ۵۲۸ نفر جمعیت دارد و ۱٬۷۷۲ متر بالاتر از سطح دریا واقع شده‌است.